# Chen Yu (Badminton)
Chen Yu (chinesisch 陈郁, Pinyin Chén Yù; * 8. Mai 1980 in Nanning) ist ein Badmintonspieler aus China.

## Karriere
Im Juli 2006 gewann Chen Yu die Thailand Open, dabei schlug er im Halbfinale Chen Hong und im Finale Chen Jin mit 21:17 21:23 22:20. Bei der Weltmeisterschaft 2007 wurde er Dritter, bei den All England des gleichen Jahres Zweiter.

## Sportliche Erfolge
| Saison | Veranstaltung                | Disziplin    | Platz | Name                |
| ------ | ---------------------------- | ------------ | ----- | ------------------- |
| 1999   | Junioren-Asienmeisterschaft  | Herrendoppel | 1     | Sang Yang / Chen Yu |
| 2002   | China: Einzelmeisterschaften | Herreneinzel | 1     | Chen Yu             |
| 2002   | Japan Open                   | Herreneinzel | 5     | Chen Yu             |
| 2003   | China: Einzelmeisterschaften | Herreneinzel | 1     | Chen Yu             |
| 2003   | China Open                   | Herreneinzel | 5     | Chen Yu             |
| 2003   | All England                  | Herreneinzel | 3     | Chen Yu             |
| 2005   | China Masters                | Herreneinzel | 3     | Chen Yu             |
| 2006   | Thailand Open                | Herreneinzel | 1     | Chen Yu             |
| 2006   | Asienmeisterschaft           | Herreneinzel | 3     | Chen Yu             |
| 2007   | Weltmeisterschaft            | Herreneinzel | 3     | Chen Yu             |
| 2007   | All England                  | Herreneinzel | 2     | Chen Yu             |